# Artichia
Artichia (in greco antico: Αρτιχία?)  era una polis dell'antica Grecia ubicata nell'Epiro.

## Storia
L'unica testimonianza nota è la nomina di un teorodoco della città, menzionata intorno all'anno 355 a.C., per accogliere un teoro di Epidauro.
Non si conosce l'esatta ubicazione, anche se si ritiene potesse trovarsi in Parauaia, un distretto del nord dell'Epiro, vicino a Përmet, oggi in Albania.